# バレンシアガ
バレンシアガ（Balenciaga）は、バスク系スペイン人のクリストバル・バレンシアガによって1917年に設立されたファッションブランド。本店はフランス・パリ8区のジョルジュ・サンク大通り（ジョージ5世通り）10番地にある。現在はケリングに属する。

## 概要
1917年創業。当初はビスケー湾に面しフランス国境に接するスペインバスク州サン・セバスティアンに本店を構えたが、1937年にスペイン内戦の影響でフランスのパリ8区ジョルジュ・サンクに本店を移転し、それ以来パリを本拠地としている。20世紀前半のモード界では「クチュール界の建築家」と評され、1950年代にはディオールと肩を並べる名門に成長した。1970年代に一度倒産の危機を迎えるが、その後復活。1998年からグッチ・グループに属し、フランスを本拠地とする流通会社PPR（元Pinault-Printemps-Redoute）、2013年以降はケリンググループの所有となっている。
婦人服を中心に、靴・バッグなどのレザーグッズ、宝飾品・時計、香水・ボディローションなどの商品を展開している。非対称な5角形の断面をもつ香水ボトルや、スタッズ装飾のあるバッグ・財布などがブランドアイコンとされる。5番街、パリ16区、サン=ルイ島、カプリ島等を股にかけたソーシャライトのモナ・フォン・ビスマルクが上顧客で知られ、現在のデザインにもインスピレーションを与えている。シャネルやクロエなどと並び、ハリウッド女優のスナップ写真でよく見かけられるブランドのひとつである。
現在のデザイナーはデムナ・ヴァザリア。アレキサンダー・ワンの後任として2015年秋冬コレクションからクリエイティブチームの指揮を執っている。2024年にはデムナ・ヴァザリアがフランス文化大臣より芸術文化勲章シュヴァリエを受勲した。

### 歴史
- 1917年 - クリストバル・バレンシアガの手により、クチュールハウスとしてスペインに創業。
- 1930年代 - パリに移転。
- 1968年 - クリストバル死去。
- 1998年 - グッチ・グループに買収される。ニコラ・ゲスキエールがチーフデザイナーに就任。
- 2010年 - ニコラ就任後初めて香水シリーズの新作が登場。香水シリーズの新作は、これ以降、年に1回のペースで発表されている。
- 2011年 - グッチ・グループが解散し、PPRラグジュアリー・グループの保有会社となる。
- 2013年 - 新たなデザイナーにアレキサンダー・ワンが就任。また、ケリンググループ傘下企業となる。
- 2015年 - デムナ・ヴァザリアが新任アーティスティックディレクターに就任[3]。
- 2024年 - デムナ・ヴァザリアがフランス文化大臣より芸術文化勲章シュヴァリエを受勲[2]。

## 日本での展開
日本法人であるバレンシアガ・ジャパンは2006年設立。それまで本ブランド製品の輸入販売を主に担ってきたリステアグループと、グッチグループの出資によって設立され、2008年以降全株式をグッチグループ、のちにPPRへの統合を経て、2013年6月の企業組織改編後はケリングジャパンが保有している。
ファッションアイテム（服・バッグ・小物・宝飾品など）のほとんどを日本法人が取り扱っているが、サングラス・メガネフレーム類はヴィジョナイズ、香水・コスメなどの商品はブルーベル・ジャパンおよびコティ・プレステージ・ジャパンが取り扱っている。セレクトショップへ流通している商品も数多い。
長らく一部のデパートのみの出店で路面店はなかったが、2014年に日本初の路面店・旗艦店として青山店（南青山5丁目）がオープンしている。2019年には有楽町の阪急メンズ東京（有楽町阪急がリニューアル）や新宿伊勢丹などに大規模な売り場ができ、店舗は増加している。
日本では、中央部にジッパーポケットを配置し、その下と下側の2角にベルトをスタッズで固定したルックスのバッグ・財布などが有名で、20〜30代の女性を中心に人気を集めている。
また、『フォートナイト』（Fortnite）では、ゲーム内のアイテムショップ内にバレンシアガとのコラボアイテムが登場している。